# 栃木県立聾学校
栃木県立聾学校（とちぎけんりつ ろうがっこう）は、栃木県宇都宮市にある栃木県内唯一の聾学校。聴覚に障害のある幼児・児童・生徒が学ぶ学校である。

## 概要
歴史
1909年（明治42年）創立。現校名になったのは1948年（昭和23年）。2009年（平成21年）に創立100周年を迎えた。
設置学部
- 幼稚部
- 小学部
- 中学部
- 高等部 - 普通科・情報機械科・生活技術科
- その他 - 早期教育相談・通級指導教室

学校教育目標
「社会自立・参加をめざして豊かな心を養い、個性や能力を発揮できる人間を育てる。」
寄宿舎
遠距離のため通学困難な児童生徒のため寄宿舎がある。

## 沿革
- 1909年（明治42年）2月10日 - 宇都宮尋常小学校[2]の一部を借り受け、開校式を挙行。この日を創立記念日とする。
- 1924年（大正13年）4月1日 - 栃木県知事により、栃木県立代用校に指定される。
- 1935年（昭和10年）3月31日 - 栃木県に移管され「栃木県立盲唖学校」と改称。
- 1939年（昭和14年）3月31日 - 盲聾分離により、「栃木県立聾唖学校」と改称。
- 1948年（昭和23年）
  - 4月1日  - 就学義務制となり高等部を設置し木材工芸科・家政科を置く。
  - 7月1日 - 「栃木県立聾学校」（現校名）と改称。
- 1958年（昭和33年）9月1日 - 現在地に校舎を新築し移転を完了。
- 1965年（昭和40年）4月1日 - 幼稚部を設置。高等部に普通科を設置。
- 1968年（昭和43年）4月1日 - 同時法を導入。
- 1972年（昭和47年）4月1日 - 高等部普通科に重複障害学級を設置。
- 1988年（昭和63年）5月10日 - 校舎を改築。
- 2004年（平成16年）4月1日 - 高等部の産業工芸科と機械科を「情報機械科」に、家政科を「生活技術科」に再編成。

## 部活動
運動部（中学部・高等部）
- 野球部
- バレーボール部
- 卓球部
- 陸上競技部

## 交通
最寄りの鉄道駅
- JR東日本 「宇都宮駅」
- 東武鉄道 東武宇都宮線　「東武宇都宮駅」

最寄りのバス停
- 関東自動車（関東バス）「戸祭」バス停

最寄りの国道・県道
- 国道119号
- 栃木県道22号大沢宇都宮線

## 周辺
- 栃木県警察本部警察学校
- 栃木県立宇都宮中央高等学校
- 宇都宮大学教育学部附属特別支援学校
- 宝木保育園
- 国立病院機構栃木医療センター・附属看護学校